# 衛旌
衛 旌（えい せい、生没年不詳）は、中国三国時代の呉の人物。字は子旗。徐州広陵郡の人。

## 生涯
若いころ歩騭と知り合って親友になり、共に瓜を売って生計を成し、夜は勉学に励んでいたという。ある時、歩騭と会稽の有力者の焦矯（征羌県令、焦征羌）を訪ねた事があったが、焦矯が二人を見下してぞんざいに扱ったため、衛旌が屈辱に憤慨したものの、歩騭は平然と応対したという。
のち呉に仕えた。武陵太守になった。歩騭が太子の孫登に対し、荊州で仕事に励んでいる11名の人材として、名を挙げた内の一人である。
蜀の蔣琬が大将軍になると、潘濬が蔣琬との内通を疑われ衛旌が孫権に報告したところ、孫権はそれを聞き入れず、封をしたまま潘濬に手紙を渡し、衛旌を中央に召喚し免職にした。長い時間が経ってから、尚書に復職し、在任中に死去した。